# Eleições estaduais em São Paulo em 2014
As eleições estaduais em São Paulo em 2014 ocorreram em 5 de outubro como parte das eleições gerais no Distrito Federal e em 26 estados. Foram eleitos o governador, o vice-governador, um senador, 70 deputados federais e 94 estaduais. Como o candidato mais votado superou a metade mais um dos votos válidos o pleito terminou em primeiro turno e conforme a Carta Magna a posse do governador e do vice-governador se daria em 1º de janeiro de 2015 para quatro anos de mandato.
O governador Geraldo Alckmin (PSDB), tendo como vice-governador Márcio França (PSB), foi reeleito com 57,3% dos votos válidos. Alckmin derrotou outros oito candidatos, sendo Paulo Skaf (PMDB) e Alexandre Padilha (PT) os mais votados. O ex-governador José Serra (PSDB) foi eleito para o Senado Federal, ganhando a cadeira que Eduardo Suplicy (PT) ocupava desde 1991.
O PSDB e o PT elegeram as maiores bancadas para a Câmara dos Deputados. Quatorze tucanos e dez petistas foram eleitos deputados federais. O PRB elegeu oito deputados federais, o PR elegeu seis, enquanto DEM, PSB e PSD elegeram quatro cada um, PSC, PP e PV elegeram três deputados cada, com as vagas restantes sendo preenchidas pelos demais partidos. Celso Russomanno (PRB) e Tiririca (PR) foram eleitos para a Câmara Baixa do Parlamento brasileiro com mais de um milhão de votos cada um, garantindo a eleição de outros seis deputados federais (quatro para o PRB e dois para o PR).
A nova composição da Assembleia Legislativa ficou formada por 22 assentos para o PSDB, quinze para o PT, oito para o DEM, seis para o PV, seis para o PSB, cinco para o PMDB, quatro para o PRB e quatro para o PSD. Os outros 21 deputados estaduais eleitos nesta eleição eram filiados a doze partidos.

## Eleição para o governo estadual

### Governador eleito

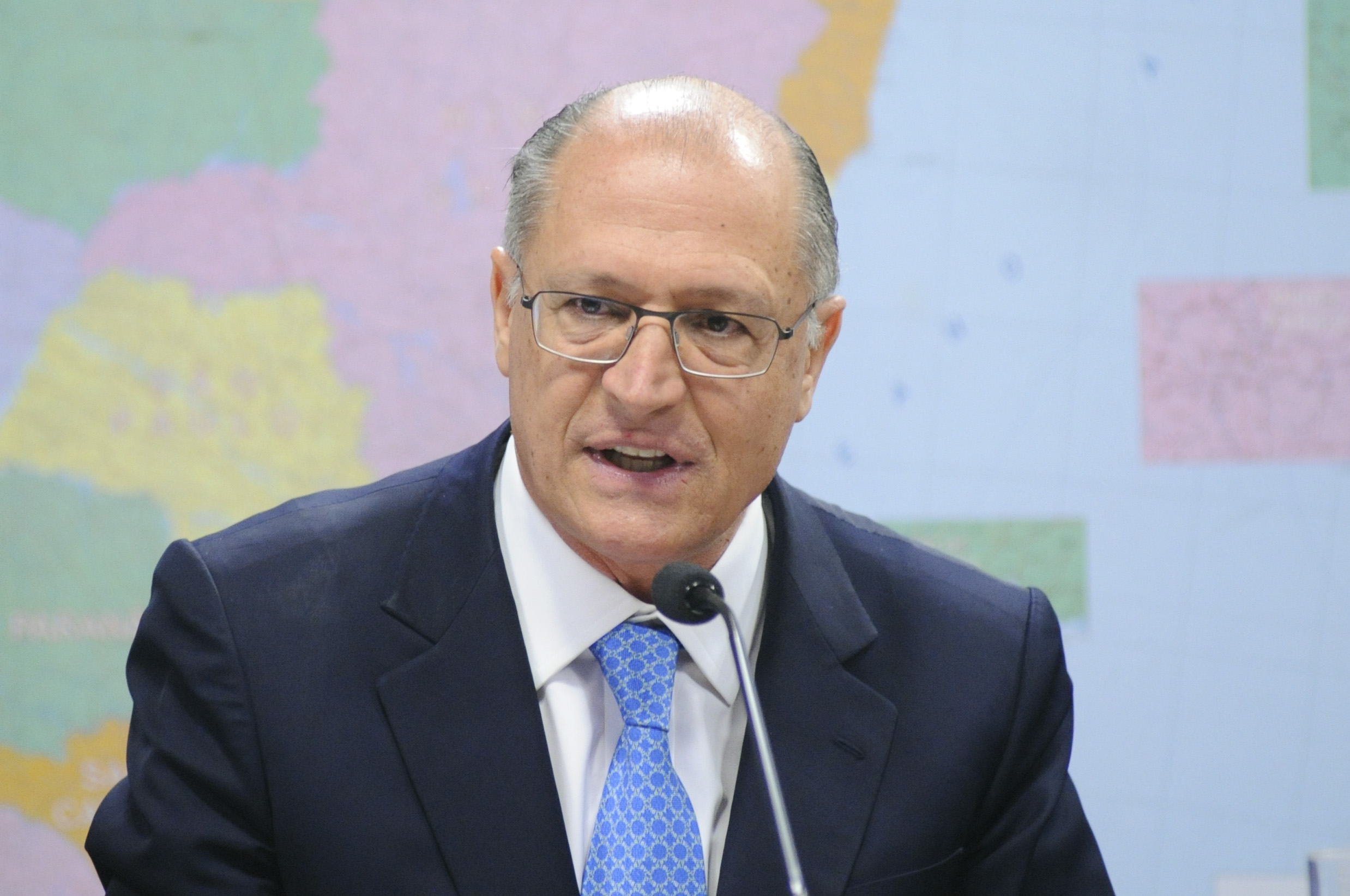
Geraldo Alckmin, reeleito governador em 2014.

Vitorioso na eleição para governador, o médico Geraldo Alckmin tornou-se recordista ao conquistar três mandatos à frente do Palácio dos Bandeirantes dentre os seis triunfos consecutivos obtidos pelo PSDB no estado mais rico e populoso da federação. Nascido em Pindamonhangaba, graduou-se pela Universidade de Taubaté e chefiou o Departamento de Anestesiologia da Santa Casa de Misericórdia da cidade. Como membro do MDB, elegeu-se vereador em 1972 e prefeito de sua cidade natal em 1976. Após ingressar no PMDB elegeu-se deputado estadual em 1982 e deputado federal em 1986. A segunda fase de sua carreira política tem início com a criação do PSDB e posterior subscrição da Constituição de 1988, fatos que garantiram sua reeleição em 1990. Eleito e reeleito vice-governador na chapa de Mário Covas em 1994 e 1998, perdeu a eleição à prefeitura de São Paulo no ano 2000. Em 6 de março de 2001 a morte de Covas fez de Alckmin o novo governador, cargo para o qual seria reeleito em 2002. Derrotado por Luiz Inácio Lula da Silva no segundo turno da eleição presidencial de 2006, perdeu também a eleição para prefeito de São Paulo em 2008. Nomeado secretário de Desenvolvimento Econômico por José Serra no início do ano seguinte, foi eleito governador de São Paulo em 2010 e reeleito em 2014.

### Vice-governador eleito

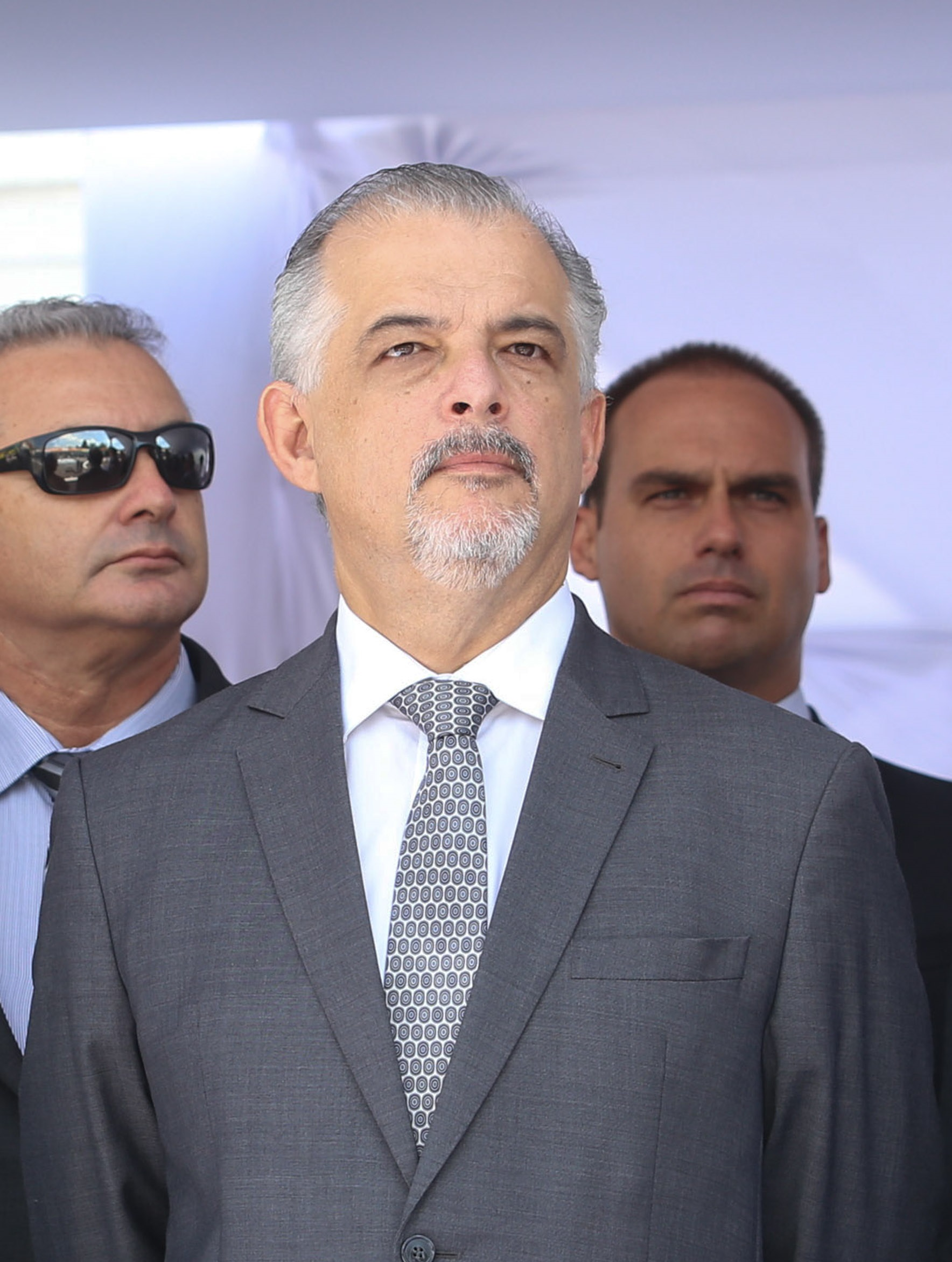
Márcio França, ao centro, foi eleito vice-governador.

Formado na Universidade Católica de Santos, o advogado Márcio França nasceu em São Vicente e iniciou sua atividade política ainda no movimento estudantil e antes de sua graduação trabalhou como oficial de justiça durante nove anos a partir de 1983. Sempre filiado ao PSB, foi eleito vereador em 1988 e 1992 e depois prefeito de São Vicente em 1996 e 2000, o que lhe permitiu assumir a presidência do Conselho de Desenvolvimento da Baixada Santista em seu último ano de mandato. Eleito deputado federal em 2006 e 2010, aproximou-se de Geraldo Alckmin, de quem foi secretário de Turismo. Companheiro de chapa do referido político, elegeu-se vice-governador em 2014 e, a convite de Alckmin, acumulou o mandato eletivo com o cargo de secretário de Desenvolvimento Econômico.

### Resultados
Segundo o Tribunal Superior Eleitoral houve 21 341 222 votos nominais (82,92%), 2 020 613 votos em branco (7,85%) e 2 374 946 votos nulos (9,23%) resultando no comparecimento de 25 736 781 eleitores.
| Candidatos a governador do estado | Candidatos a vice-governador | Número | Coligação                                                                                  | Votação    | Percentual |
| --------------------------------- | ---------------------------- | ------ | ------------------------------------------------------------------------------------------ | ---------- | ---------- |
| Geraldo Alckmin PSDB              | Márcio França PSB            | 45     | Aqui é São Paulo (PSDB, PSB, DEM, PRB, SD, PPS, PSC, PSL, PEN, PMN, PSDC, PTC, PTN, PTdoB) | 12 230 807 | 57,31%     |
| Paulo Skaf PMDB                   | José Roberto Batochio PDT    | 15     | São Paulo quer o Melhor (PMDB, PDT, PSD, PP, PROS)                                         | 4 594 708  | 21,53%     |
| Alexandre Padilha PT              | Nivaldo Santana PCdoB        | 13     | Pra Mudar de Verdade (PT, PCdoB, PR, PPL)                                                  | 3 888 584  | 18,22%     |
| Gilberto Natalini PV              | Maria Lúcia Haidar PV        | 43     | —                                                                                          | 260 696    | 1,22%      |
| Gilberto Maringoni PSOL           | Hildete Nepomuceno PSOL      | 50     | Frente de Esquerda (PSOL, PSTU)                                                            | 187 487    | 0,88%      |
| Laércio Benko PHS                 | Sérgio Contente PHS          | 31     | Unidos por São Paulo (PHS, PRP)                                                            | 132 042    | 0,62%      |
| Walter Ciglioni PRTB              | Marcelo Duarte PRTB          | 28     | —                                                                                          | 22 822     | 0,11%      |
| Wagner Farias PCB                 | Ivan Hermine PCB             | 21     | —                                                                                          | 12 958     | 0,06%      |
| Raimundo Sena PCO                 | Ulisses Coelho PCO           | 29     | —                                                                                          | 11 118     | 0,05%      |

## Eleição para o Senado Federal

### Senador eleito

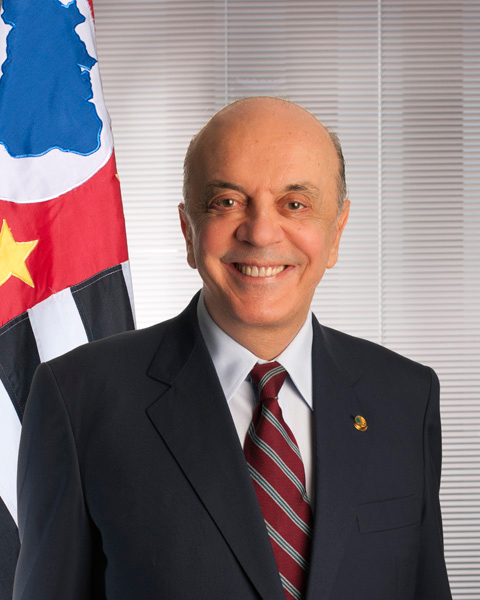
José Serra foi eleito para representar São Paulo no Senado.

Aluno da Escola Politécnica da Universidade de São Paulo, José Serra nasceu em São Paulo sendo eleito presidente da União Nacional dos Estudantes em 1963. Partícipe do Comício das Reformas realizado na Central do Brasil em março de 1964, exilou-se na França com a instauração do Regime Militar de 1964. A seguir viveu em Santiago e fez o mestrado em Economia pela Universidade do Chile deixando o país rumo aos Estados Unidos tão logo houve a instalação de uma ditadura militar naquele país. Doutor em Economia na Universidade de Cornell em 1976, lecionou em Princeton durante um biênio até voltar ao Brasil como professor da Universidade Estadual de Campinas. A convite de Franco Montoro foi secretário de Planejamento de São Paulo e em 1986 elegeu-se deputado federal pelo PMDB. Durante o mandato subscreveu a criação do PSDB e também a Constituição de 1988, além de ter se candidatado, sem sucesso, a prefeito de São Paulo no ano em questão. Reeleito deputado federal em 1990, conquistou um mandato de senador em 1994. Nomeado ministro do Planejamento pelo presidente Fernando Henrique Cardoso, renunciou para disputar a prefeitura paulistana em 1996, no entanto foi derrotado em primeiro turno. Em 1998 assumiu o cargo de ministro da Saúde e nele ficou até 2002 quando candidatou-se a presidente da República e foi derrotado por Lula. Escolhido presidente nacional do PSDB no ano seguinte, venceu a eleição para prefeito de São Paulo em 2004 e para governador do estado em 2006. Derrotado por Dilma Rousseff na eleição presidencial de 2010, foi vencido ao almejar a prefeitura paulistana em 2012. Ao ser eleito para o Senado em 2014, Serra derrotou o senador petista Eduardo Suplicy, que ocupava este assento desde 1991.

### Resultados
De acordo com o Tribunal Superior Eleitoral houve 18 988.081 votos nominais (73,78%), 2 895 289 votos em branco (11,25%) e 3 853 411 votos nulos (14,97%) resultando no comparecimento de 25 736 781 eleitores.
| Candidatos a senador da República | Candidatos a suplente de senador                      | Número | Coligação                                                                                  | Votação                  | Percentual               |
| --------------------------------- | ----------------------------------------------------- | ------ | ------------------------------------------------------------------------------------------ | ------------------------ | ------------------------ |
| José Serra PSDB                   | José Aníbal PSDB Atílio Francisco PRB                 | 456    | Aqui é São Paulo (PSDB, PSB, DEM, PRB, SD, PPS, PSC, PSL, PEN, PMN, PSDC, PTC, PTN, PTdoB) | 11 105 874               | 57,92%                   |
| Eduardo Suplicy PT                | Tadeu Candelária PR Rozane Sena PT                    | 131    | Pra Mudar de Verdade (PT, PCdoB, PR, PPL)                                                  | 6 176 499                | 32,21%                   |
| Gilberto Kassab PSD               | Alda Marco Antônio PSD Alfredo Cotait Neto PSD        | 555    | São Paulo quer o Melhor (PMDB, PDT, PSD, PP, PROS)                                         | 1 128 582                | 5,89%                    |
| Marlene Campos Machado PTB        | Antônio Alves da Silva PTB José Francisco Viddoto PTB | 140    | —                                                                                          | 330 302                  | 1,72%                    |
| Kaká Werá PV                      | Jean Nascimento PV Luiz Carlos Bosio PV               | 430    | —                                                                                          | 186 598                  | 0,97%                    |
| Fernando Lucas PRP                | José Roberto Ramires PRP João Duarte PHS              | 441    | Unidos por São Paulo (PHS, PRP)                                                            | 118 758                  | 0,62%                    |
| Ana Luiza Gomes PSTU              | Anízio Batista PSOL Wilson Ribeiro PSTU               | 161    | Frente de Esquerda (PSOL, PSTU)                                                            | 101 131                  | 0,53%                    |
| Ricardo Flaquer PRTB              | Felipe Flaquer PRTB Gilberto Carlos Ferreira PRTB     | 281    | —                                                                                          | 14 833                   | 0,08%                    |
| Edmilson Costa PCB                | Fernando Zingra PCB César Mangolin PCB                | 210    | —                                                                                          | 12 102                   | 0,06%                    |
| Juraci Baena Garcia PCO           | Afonso Teixeira Filho PCO Cláudio Roberto Vieira PCO  | 290    | —                                                                                          | Candidaturas indeferidas | Candidaturas indeferidas |
| Genildo Moreira PSB               | -                                                     | 400    | —                                                                                          | Candidaturas indeferidas | Candidaturas indeferidas |

## Pesquisas de opinião

### Governador
| Período da pesquisa            | Instituto                    | Margem de erro | Candidato              | Candidato         | Candidato              | Candidato              | Candidato                 | Candidato           | Candidato               | Candidato           | Candidato              | Brancos ou Nulos | Nenhum ou Não sabe |
| Período da pesquisa            | Instituto                    | Margem de erro | Geraldo Alckmin (PSDB) | Paulo Skaf (PMDB) | Alexandre Padilha (PT) | Gilberto Natalini (PV) | Gilberto Maringoni (PSOL) | Laércio Benko (PHS) | Raimundo de Jesus (PCO) | Wagner Farias (PCB) | Walter Ciglioni (PRTB) | Brancos ou Nulos | Nenhum ou Não sabe |
| ------------------------------ | ---------------------------- | -------------- | ---------------------- | ----------------- | ---------------------- | ---------------------- | ------------------------- | ------------------- | ----------------------- | ------------------- | ---------------------- | ---------------- | ------------------ |
| 06/06 a 7 de junho de 2013     | Datafolha                    | ±2%            | 52%                    | 16%               | 3%                     | —                      | —                         | —                   | —                       | —                   | —                      | 14%              | 5%                 |
| 1º de julho de 2013            | Datafolha[carece de fontes?] |                | 40%                    | 19%               | 4%                     | —                      | —                         | —                   | —                       | —                   | —                      |                  | 6%                 |
| 28/11 a 29 de novembro de 2013 | Datafolha                    | ±2%            | 43%                    | 19%               | 4%                     | —                      | —                         | —                   | —                       | —                   | —                      | 17%              | 9%                 |
| 11 de março de 2014            | Datafolha[carece de fontes?] |                | 43%                    | 19%               | 4%                     | —                      | —                         | —                   | —                       | —                   | —                      | 17%              | 9%                 |
| 03/06 a 5 de junho de 2014     | Datafolha                    | ±2%            | 44%                    | 21%               | 3%                     | 1%                     | 1%                        | —                   | —                       | —                   | —                      | 16%              | 10%                |
| 01/07 a 5 de julho de 2014     | Veritá                       | ±2,16%         | 56,4%                  | 17,2%             | 4,5%                   | 0,7%                   | 0,5%                      | —                   | —                       | —                   | —                      | 16,2%            | 4,6%               |
| 15/07 a 16 de julho de 2014    | Datafolha                    | ±2%            | 54%                    | 16%               | 4%                     | 1%                     | —                         | 1%                  | 1%                      | 1%                  | —                      | 13%              | 10%                |
| 26/07 a 28 de julho de 2014    | Ibope                        | ±3%            | 50%                    | 11%               | 5%                     | 1%                     | 1%                        | 1%                  | 1%                      | 1%                  | —                      | 15%              | 14%                |
| 12/08 a 13 de agosto de 2014   | Datafolha                    | ±2%            | 55%                    | 16%               | 5%                     | 1%                     | —                         | —                   | 1%                      | 1%                  | —                      | 12%              | 7%                 |
| 23/08 a 25 de agosto de 2014   | Ibope                        | ±3%            | 50%                    | 20%               | 5%                     | 1%                     | —                         | 1%                  | 1%                      | —                   | —                      | 10%              | 11%                |
| 30/08 a 1 de setembro de 2014  | Ibope                        | ±2%            | 47%                    | 23%               | 7%                     | 1%                     | —                         | 1%                  | —                       | —                   | 1%                     | 8%               | 11%                |
| 02/09 a 3 de setembro de 2014  | Datafolha                    | ±2%            | 53%                    | 22%               | 7%                     | 1%                     | —                         | 1%                  | 1%                      | —                   | —                      | 8%               | 7%                 |
| 06/09 a 8 de setembro de 2014  | Ibope                        | ±2%            | 48%                    | 18%               | 8%                     | 1%                     | —                         | 1%                  | 1%                      | —                   | —                      | 11%              | 11%                |
| 08/09 a 9 de setembro de 2014  | Datafolha                    | ±2%            | 49%                    | 22%               | 9%                     | 1%                     | —                         | 1%                  | —                       | —                   | —                      | 8%               | 9%                 |
| 20/09 a 22 de setembro de 2014 | Ibope                        | ±2%            | 49%                    | 17%               | 8%                     | —                      | —                         | 1%                  | —                       | —                   | —                      | 12%              | 11%                |
| 25/09 a 26 de setembro de 2014 | Datafolha                    | ±2%            | 51%                    | 22%               | 9%                     | 1%                     | —                         | 1%                  | —                       | —                   | —                      | 9%               | 7%                 |
| 27/09 a 29 de setembro de 2014 | Ibope                        | ±2%            | 45%                    | 19%               | 11%                    | —                      | —                         | 1%                  | —                       | —                   | —                      | 13%              | 10%                |
| 29/09 a 30 de setembro de 2014 | Datafolha                    | ±2%            | 49%                    | 23%               | 10%                    | 1%                     | —                         | 1%                  | —                       | —                   | —                      | 8%               | 6%                 |
| 01/10 a 2 de outubro de 2014   | Datafolha                    | ±2%            | 50%                    | 22%               | 11%                    | 1%                     | 1%                        | 1%                  | —                       | —                   | —                      | 7%               | 7%                 |
| 03/10 a 4 de outubro de 2014   | Datafolha                    | ±2%            | 51%                    | 21%               | 11%                    | 1%                     | 1%                        | 1%                  | —                       | —                   | —                      | 8%               | 7%                 |
| 01/10 a 4 de outubro de 2014   | Ibope                        | ±2%            | 45%                    | 19%               | 11%                    | 1%                     | —                         | 1%                  | —                       | —                   | —                      | 11%              | 10%                |

### Senador
| Período da pesquisa            | Instituto | Margem de erro | Candidato         | Candidato            | Candidato             | Candidato                    | Candidato      | Candidato        | Candidato            | Candidato           | Candidato            | Candidato              | Candidato             | Brancos ou Nulos | Nenhum ou Não sabe |
| Período da pesquisa            | Instituto | Margem de erro | José Serra (PSDB) | Eduardo Suplicy (PT) | Gilberto Kassab (PSD) | Marlene Campos Machado (PTB) | Kaká Werá (PV) | Ana Luiza (PSTU) | Fernando Lucas (PRP) | Juraci Garcia (PCO) | Edmilson Costa (PCB) | Ricardo Fláquer (PRTB) | Genildo Moreira (PSB) | Brancos ou Nulos | Nenhum ou Não sabe |
| ------------------------------ | --------- | -------------- | ----------------- | -------------------- | --------------------- | ---------------------------- | -------------- | ---------------- | -------------------- | ------------------- | -------------------- | ---------------------- | --------------------- | ---------------- | ------------------ |
| 7 de junho de 2014             | Datafolha |                | 41%               | 32%                  | —                     | —                            | —              | —                | —                    | —                   | —                    | —                      |                       | 16%              | 6%                 |
| 9 de julho de 2014             | Veritá    |                | 34,4%             | 24,7%                | 7,9%                  | 2,5%                         | 0,9%           | 2,7%             | —                    | —                   | —                    | —                      |                       | 19,4%            | 7,4%               |
| 17 de julho de 2014            | Datafolha |                | 34%               | 29%                  | 7%                    | 2%                           | —              | 4%               | 1%                   | —                   | 1%                   | —                      |                       | 12%              | 10%                |
| 30 de julho de 2014            | Ibope     |                | 30%               | 23%                  | 5%                    | 1%                           | 1%             | 3%               | 1%                   | 1%                  | —                    | 1%                     | —                     | 14%              | 20%                |
| 16 de agosto de 2014           | Datafolha |                | 33%               | 30%                  | 7%                    | 2%                           | 1%             | 3%               | 1%                   | —                   | 1%                   | —                      | 1%                    | 12%              | 9%                 |
| 26 de agosto de 2014           | Ibope     |                | 33%               | 24%                  | 7%                    | 1%                           | 1%             | 2%               | 1%                   | —                   | —                    | —                      | 1%                    | 12%              | 18%                |
| 30/08 a 1 de setembro de 2014  | Ibope     |                | 33%               | 28%                  | 8%                    | 1%                           | 1%             | 2%               | —                    | —                   | —                    | —                      | —                     | 10%              | 15%                |
| 02/09 a 3 de setembro de 2014  | Datafolha |                | 35%               | 32%                  | 8%                    | 1%                           | —              | 2%               | 1%                   | —                   | —                    | —                      | —                     | 8%               | 11%                |
| 06/09 a 8 de setembro de 2014  | Ibope     |                | 33%               | 27%                  | 7%                    | 1%                           | —              | 1%               | —                    | —                   | —                    | —                      | —                     | 12%              | 17%                |
| 08/09 a 9 de setembro de 2014  | Datafolha |                | 34%               | 31%                  | 9%                    | 2%                           | 1%             | 2%               | 1%                   | —                   | —                    | —                      | —                     | 9%               | 10%                |
| 20/09 a 22 de setembro de 2014 | Ibope     |                | 34%               | 25%                  | 5%                    | 1%                           | 1%             | 2%               | —                    | —                   | —                    | —                      | —                     | 13%              | 17%                |
| 25/09 a 26 de setembro de 2014 | Datafolha |                | 37%               | 30%                  | 10%                   | 2%                           | —              | 1%               | —                    | —                   | —                    | —                      | —                     | 9%               | 10%                |
| 29/09 a 30 de setembro de 2014 | Datafolha |                | 39%               | 30%                  | 9%                    | 2%                           | —              | 1%               | —                    | —                   | —                    | —                      | —                     | 9%               | 9%                 |
| 01/10 a 2 de outubro de 2014   | Datafolha | ±2%            | 39%               | 33%                  | 8%                    | 2%                           | —              | 1%               | 1%                   | —                   | —                    | —                      | —                     | 9%               | 8%                 |
| 03/10 a 4 de outubro de 2014   | Datafolha | ±2%            | 41%               | 30%                  | 7%                    | 1%                           | 1%             | 1%               | 1%                   | —                   | —                    | —                      | —                     | 9%               | 8%                 |
| 01/10 a 4 de outubro de 2014   | Ibope     | ±2%            | 36%               | 27%                  | 7%                    | 1%                           | 1%             | 2%               | —                    | —                   | —                    | —                      | —                     | 11%              | 13%                |

## Debates na TV

### Para governador
Em 22 de agosto de 2014, o candidato à reeleição Geraldo Alckmin foi internado no Incor devido a uma infecção intestinal aguda, e no dia do debate na Rede Bandeirantes continuava internado em tratamento.
| Data                   | Organizadores                        | Mediador          | Alckmin (PSDB) | Skaf (PMDB) | Padilha (PT) | Natalini (PV) | Maringoni (PSOL) | Laércio (PHS) | Raimundo (PCO) | Wagner (PCB)  | Ciglioni (PRTB) |
| ---------------------- | ------------------------------------ | ----------------- | -------------- | ----------- | ------------ | ------------- | ---------------- | ------------- | -------------- | ------------- | --------------- |
| 23 de agosto de 2014   | Rede Bandeirantes                    | Boris Casoy       | Ausente        | Presente    | Presente     | Presente      | Presente         | Presente      | Não convidado  | Não convidado | Presente        |
| 25 de agosto de 2014   | SBT, Folha de S.Paulo Jovem Pan, UOL | Carlos Nascimento | Presente       | Presente    | Presente     | Presente      | Presente         | Presente      | Não convidado  | Não convidado | Presente        |
| 26 de setembro de 2014 | Rede Record, R7                      | Eduardo Ribeiro   | Presente       | Presente    | Presente     | Presente      | Presente         | Presente      | Não convidado  | Não convidado | Presente        |
| 30 de setembro de 2014 | Rede Globo, G1                       | César Tralli      | Presente       | Presente    | Presente     | Presente      | Presente         | Presente      | Não convidado  | Não convidado | Presente        |

## Deputados federais eleitos

Composição da representação de São Paulo na Câmara dos Deputados eleita em 2014:
PSDB: 14 assentos
PT: 10 assentos
PRB: 8 assentos
PR: 6 assentos
DEM: 4 assentos
PSB: 4 assentos
PSD: 4 assentos
PSC: 3 assentos
PP: 3 assentos
PV: 3 assentos
PPS: 2 assentos
PMDB: 2 assentos
PTB: 2 assentos
Outros: 5 assentos

São relacionados os candidatos eleitos com informações complementares da Câmara dos Deputados. O quociente eleitoral da eleição para deputado federal nesta eleição foi de 299 943 votos. Com isso, as votações obtidas por Celso Russomanno e Tiririca garantiram a eleição de outros seis deputados federais, sendo quatro do PRB e dois do PR.
| Deputados federais eleitos | Partido | Votação   | Percentual | Cidade onde nasceu    | Unidade federativa  |
| Celso Russomanno           | PRB     | 1 524 361 | 7,17%      | São Paulo             | São Paulo           |
| Tiririca                   | PR      | 1 016 796 | 4,78%      | Itapipoca             | Ceará               |
| Marco Feliciano            | PSC     | 398 087   | 1,87%      | Orlândia              | São Paulo           |
| Bruno Covas                | PSDB    | 352 708   | 1,66%      | São Paulo             | São Paulo           |
| Rodrigo Garcia             | DEM     | 336 151   | 1,58%      | Tanabi                | São Paulo           |
| Carlos Sampaio             | PSDB    | 295 623   | 1,39%      | Campinas              | São Paulo           |
| Duarte Nogueira            | PSDB    | 254 051   | 1,19%      | Ribeirão Preto        | São Paulo           |
| Paulo Maluf                | PP      | 250 296   | 1,18%      | São Paulo             | São Paulo           |
| Ricardo Tripoli            | PSDB    | 233 806   | 1,10%      | São Paulo             | São Paulo           |
| Samuel Moreira             | PSDB    | 227 210   | 1,07%      | Governador Valadares  | Minas Gerais        |
| Paulinho da Força          | SD      | 227 186   | 1,07%      | Porecatu              | Paraná              |
| Baleia Rossi               | PMDB    | 208 352   | 0,98%      | São Paulo             | São Paulo           |
| Eduardo Cury               | PSDB    | 185 638   | 0,87%      | São José dos Campos   | São Paulo           |
| Márcio Alvino              | PR      | 179 950   | 0,85%      | São Paulo             | São Paulo           |
| Major Olímpio              | PDT     | 179 196   | 0,84%      | Presidente Venceslau  | São Paulo           |
| Jorge Tadeu Mudalen        | DEM     | 178 771   | 0,84%      | Guarulhos             | São Paulo           |
| Bruna Furlan               | PSDB    | 178 606   | 0,84%      | São Paulo             | São Paulo           |
| Luíza Erundina             | PSB     | 177 279   | 0,83%      | Uiraúna               | Paraíba             |
| Vítor Lippi                | PSDB    | 176 153   | 0,83%      | Sorocaba              | São Paulo           |
| Sílvio Torres              | PSDB    | 175 310   | 0,82%      | São José do Rio Pardo | São Paulo           |
| Andrés Sanchez             | PT      | 169 834   | 0,80%      | Limeira               | São Paulo           |
| Ivan Valente               | PSOL    | 168 928   | 0,79%      | São Paulo             | São Paulo           |
| Miguel Haddad              | PSDB    | 168 278   | 0,79%      | Jundiaí               | São Paulo           |
| Alex Manente               | PPS     | 164 760   | 0,77%      | São Bernardo do Campo | São Paulo           |
| Jefferson Campos           | PSD     | 161 790   | 0,76%      | Ourinhos              | São Paulo           |
| Guilherme Mussi            | PP      | 156 297   | 0,73%      | Curitiba              | Paraná              |
| Arnaldo Jardim             | PPS     | 155 278   | 0,73%      | Altinópolis           | São Paulo           |
| Mara Gabrilli              | PSDB    | 155 143   | 0,73%      | São Paulo             | São Paulo           |
| Missionário José Olímpio   | PP      | 154 597   | 0,73%      | São Paulo             | São Paulo           |
| Vanderlei Macris           | PSDB    | 148 449   | 0,70%      | Americana             | São Paulo           |
| Carlos Zarattini           | PT      | 138 286   | 0,65%      | São Paulo             | São Paulo           |
| Antônio Bulhões            | PRB     | 137 939   | 0,65%      | Rio de Janeiro        | Rio de Janeiro      |
| Arlindo Chinaglia          | PT      | 135 772   | 0,64%      | Serra Azul            | São Paulo           |
| Eli Corrêa Filho           | DEM     | 134 138   | 0,63%      | São Paulo             | São Paulo           |
| Roberto Alves              | PRB     | 130 516   | 0,61%      | Taubaté               | São Paulo           |
| Ana Perugini               | PT      | 121 681   | 0,58%      | Cariacica             | Espírito Santo      |
| Gilberto Nascimento        | PSC     | 120 044   | 0,57%      | São Paulo             | São Paulo           |
| Vicente Cândido            | PT      | 117 652   | 0,56%      | Bom Jesus do Galho    | Minas Gerais        |
| João Paulo Papa            | PSDB    | 117 590   | 0,56%      | Santos                | São Paulo           |
| Milton Monti               | PR      | 115 942   | 0,55%      | São Manuel            | São Paulo           |
| Floriano Pesaro            | PSDB    | 113 949   | 0,54%      | São Paulo             | São Paulo           |
| Ricardo Izar               | PSD     | 113 547   | 0,54%      | São Paulo             | São Paulo           |
| Arnaldo Faria de Sá        | PTB     | 112 940   | 0,54%      | São Paulo             | São Paulo           |
| Edinho Araújo              | PMDB    | 112 780   | 0,54%      | Santa Fé do Sul       | São Paulo           |
| Nelson Marquezelli         | PTB     | 112 711   | 0,54%      | Pirassununga          | São Paulo           |
| Paulo Teixeira             | PT      | 111 301   | 0,53%      | Águas da Prata        | São Paulo           |
| Paulo Freire Costa         | PR      | 111 300   | 0,53%      | São Paulo             | São Paulo           |
| Alexandre Leite            | DEM     | 109 708   | 0,52%      | São Paulo             | São Paulo           |
| Evandro Gussi              | PV      | 109 591   | 0,52%      | Presidente Prudente   | São Paulo           |
| Luiz Lauro Filho           | PSB     | 105 247   | 0,50%      | Campinas              | São Paulo           |
| Keiko Ota                  | PSB     | 102 963   | 0,49%      | Olímpia               | São Paulo           |
| Nilto Tatto                | PT      | 101 196   | 0,48%      | Frederico Westphalen  | Rio Grande do Sul   |
| Herculano Passos           | PSD     | 92 583    | 0,44%      | Itu                   | São Paulo           |
| Antônio Goulart            | PSD     | 92 546    | 0,44%      | Vargem Bonita         | Minas Gerais        |
| Orlando Silva              | PCdoB   | 90 641    | 0,43%      | Salvador              | Bahia               |
| Flávio Augusto da Silva    | PSB     | 90 437    | 0,43%      | Guaratinguetá         | São Paulo           |
| Vicentinho                 | PT      | 89 001    | 0,42%      | Santa Cruz            | Rio Grande do Norte |
| Renata Abreu               | PTN     | 86 647    | 0,41%      | São Paulo             | São Paulo           |
| Valmir Prascidelli         | PT      | 84 419    | 0,40%      | Osasco                | São Paulo           |
| José Mentor                | PT      | 82 368    | 0,39%      | Santa Isabel          | São Paulo           |
| Eduardo Bolsonaro          | PSC     | 82 224    | 0,39%      | Rio de Janeiro        | Rio de Janeiro      |
| Vinicius Carvalho          | PRB     | 80 643    | 0,38%      | Rio de Janeiro        | Rio de Janeiro      |
| Roberto de Lucena          | PV      | 67 191    | 0,32%      | Santa Isabel          | São Paulo           |
| Sinval Malheiros           | PV      | 59 362    | 0,28%      | São Paulo             | São Paulo           |
| Capitão Augusto            | PR      | 46 905    | 0,22%      | Ourinhos              | São Paulo           |
| Sérgio Reis                | PRB     | 45 330    | 0,22%      | São Paulo             | São Paulo           |
| Miguel Lombardi            | PR      | 32 080    | 0,15%      | Limeira               | São Paulo           |
| Beto Mansur                | PRB     | 31 301    | 0,15%      | São Vicente           | São Paulo           |
| Marcelo Squassoni          | PRB     | 30 315    | 0,14%      | São Paulo             | São Paulo           |
| Fausto Pinato              | PRB     | 22 097    | 0,11%      | Fernandópolis         | São Paulo           |

## Deputados estaduais eleitos

Composição da Assembleia Legislativa de São Paulo eleita em 2014:
PSDB: 22 assentos
PT: 15 assentos
DEM: 8 assentos
PV: 6 assentos
PSB: 6 assentos
PMDB: 5 assentos
PRB: 4 assentos
PSD: 4 assentos
PR: 3 assentos
PSC: 3 assentos
PPS: 3 assentos
PP: 2 assentos
PTB: 2 assentos
PCdoB: 2 assentos
PEN: 2 assentos
PSOL: 2 assentos
Outros: 5 assentos

Foram escolhidos 94 deputados estaduais para a Assembleia Legislativa de São Paulo.
| Deputados estaduais eleitos | Partido | Votação | Percentual | Cidade onde nasceu      | Unidade federativa |
| Fernando Capez              | PSDB    | 306 268 | 1,47%      | São Paulo               | São Paulo          |
| Coronel Telhada             | PSDB    | 254 074 | 1,22%      | São Paulo               | São Paulo          |
| Orlando Morando             | PSDB    | 237 020 | 1,14%      | São Bernardo do Campo   | São Paulo          |
| Roberto Tripoli             | PV      | 232 467 | 1,12%      | São Paulo               | São Paulo          |
| Delegado Olim               | PP      | 195 932 | 0,94%      | São Paulo               | São Paulo          |
| Barros Munhoz               | PSDB    | 194 938 | 0,94%      | São Paulo               | São Paulo          |
| Campos Machado              | PTB     | 192 369 | 0,93%      | Cerqueira César         | São Paulo          |
| Feliciano Filho             | PEN     | 188 898 | 0,91%      | Campinas                | São Paulo          |
| Jorge Wilson                | PRB     | 180 419 | 0,86%      | Bauru                   | São Paulo          |
| Mauro Bragato               | PSDB    | 175 839 | 0,84%      | Promissão               | São Paulo          |
| Edmir Chedid                | DEM     | 167 909 | 0,80%      | Campinas                | São Paulo          |
| Carlos Giannazi             | PSOL    | 164 929 | 0,79%      | São Paulo               | São Paulo          |
| André do Prado              | PR      | 164 589 | 0,79%      | Guararema               | São Paulo          |
| Pedro Tobias                | PSDB    | 164 261 | 0,79%      | Bekarzla                | Líbano             |
| Rodrigo Moraes              | PSC     | 153 740 | 0,74%      | Itu                     | São Paulo          |
| Analice Fernandes           | PSDB    | 151 407 | 0,73%      | Jales                   | São Paulo          |
| Luiz Fernando Machado       | PSDB    | 148 614 | 0,71%      | Patos de Minas          | Minas Gerais       |
| Milton Leite Filho          | DEM     | 142 566 | 0,70%      | São Paulo               | São Paulo          |
| Hélio Nishimoto             | PSDB    | 137 249 | 0,67%      | Presidente Prudente     | São Paulo          |
| Roberto Morais              | PPS     | 133 578 | 0,65%      | Charqueada              | São Paulo          |
| Rogério Nogueira            | DEM     | 132 571 | 0,65%      | Indaiatuba              | São Paulo          |
| André Soares                | DEM     | 127 373 | 0,62%      | Rio de Janeiro          | Rio de Janeiro     |
| Carlos Bezerra Júnior       | PSDB    | 125 290 | 0,61%      | São Paulo               | São Paulo          |
| Caio França                 | PSB     | 123 138 | 0,60%      | Santos                  | São Paulo          |
| Reinaldo Alguz              | PV      | 122 900 | 0,60%      | Tupã                    | São Paulo          |
| Roberto Engler              | PSDB    | 122 544 | 0,60%      | São Paulo               | São Paulo          |
| Cauê Macris                 | PSDB    | 121 700 | 0,59%      | Americana               | São Paulo          |
| Rafael Silva                | PDT     | 121 271 | 0,59%      | Jardinópolis            | São Paulo          |
| Maria Lúcia Amary           | PSDB    | 120 308 | 0,59%      | São Paulo               | São Paulo          |
| Vaz de Lima                 | PSDB    | 113 422 | 0,55%      | Fernandópolis           | São Paulo          |
| Carlos Cezar                | PSB     | 112 409 | 0,55%      | Maria Helena            | Paraná             |
| Enio Tatto                  | PT      | 108 135 | 0,55%      | Frederico Westphalen    | Rio Grande do Sul  |
| Gil Lancaster               | DEM     | 107 841 | 0,53%      | Piracuruca              | Piauí              |
| Edson Giriboni              | PV      | 105 969 | 0,52%      | Itapetininga            | São Paulo          |
| Marcos Neves                | PV      | 105 849 | 0,52%      | São Paulo               | São Paulo          |
| Cezinha de Madureira        | DEM     | 105 521 | 0,51%      | Ipiaú                   | Bahia              |
| Jorge Luis Caruso           | PMDB    | 104 354 | 0,51%      | São Paulo               | São Paulo          |
| Alencar Santana             | PT      | 103 234 | 0,50%      | São Paulo               | São Paulo          |
| Gilmaci Santos              | PRB     | 103 127 | 0,50%      | Dourados                | Mato Grosso do Sul |
| Luiz Fernando               | PT      | 102 905 | 0,50%      | Águas da Prata          | São Paulo          |
| Célia Leão                  | PSDB    | 101 660 | 0,50%      | São Paulo               | São Paulo          |
| Marta Costa                 | PSD     | 101 544 | 0,50%      | São Paulo               | São Paulo          |
| Itamar Borges               | PMDB    | 99 558  | 0,49%      | Santa Fé do Sul         | São Paulo          |
| Carlão Pignatari            | PSDB    | 97 444  | 0,48%      | Votuporanga             | São Paulo          |
| Sebastião Santos            | PRB     | 95 325  | 0,46%      | Santo André             | São Paulo          |
| Barba                       | PT      | 95 156  | 0,46%      | Água Boa                | Minas Gerais       |
| Angelo Perugini             | PT      | 94 174  | 0,45%      | Jacutinga               | Minas Gerais       |
| Roberto Massafera           | PSDB    | 93 255  | 0,45%      | Araraquara              | São Paulo          |
| Milton Vieira               | PSD     | 92 987  | 0,45%      | São Paulo               | São Paulo          |
| Aldo Demarchi               | DEM     | 92 775  | 0,45%      | Rio Claro               | São Paulo          |
| Rita Passos                 | PSD     | 92 390  | 0,45%      | Indaiatuba              | São Paulo          |
| Celino Cardoso              | PSDB    | 92 352  | 0,45%      | Terra Rica              | Paraná             |
| Luiz Carlos Gondim          | SD      | 88 703  | 0,43%      | Fortaleza               | Ceará              |
| Fernando Cury               | PPS     | 85 925  | 0,42%      | Botucatu                | São Paulo          |
| Marcos Martins              | PT      | 83 879  | 0,41%      | Mandaguari              | Paraná             |
| Wellington Moura            | PRB     | 83 479  | 0,41%      | Santos                  | São Paulo          |
| José Afonso Lobato          | PV      | 81 837  | 0,40%      | Redenção da Serra       | São Paulo          |
| Davi Zaia                   | PPS     | 80 951  | 0,39%      | Cordeirópolis           | São Paulo          |
| Welson Gasparini            | PSDB    | 80 567  | 0,39%      | Batatais                | São Paulo          |
| Ramalho da Construção       | PSDB    | 80 344  | 0,39%      | Conceição               | Paraíba            |
| Celso Nascimento            | PSC     | 79 447  | 0,39%      | Bauru                   | São Paulo          |
| Abelardo Camarinha          | PSB     | 79 325  | 0,39%      | Santa Cruz do Rio Pardo | São Paulo          |
| Estevam Galvão              | DEM     | 79 016  | 0,39%      | Garça                   | São Paulo          |
| Luiz Turco                  | PT      | 78 670  | 0,38%      | São Paulo               | São Paulo          |
| Orlando Bolçone             | PSB     | 76 909  | 0,38%      | Palestina               | São Paulo          |
| Marcos Zerbini              | PSDB    | 76 895  | 0,38%      | São Paulo               | São Paulo          |
| Celso Giglio                | PSDB    | 76 471  | 0,37%      | Campinas                | São Paulo          |
| Chico Sardelli              | PV      | 75 680  | 0,37%      | Americana               | São Paulo          |
| José Américo                | PT      | 74 726  | 0,36%      | Castilho                | São Paulo          |
| João Paulo Rillo            | PT      | 72 884  | 0,36%      | São José do Rio Preto   | São Paulo          |
| Roque Barbiere              | PTB     | 72 512  | 0,35%      | Coroados                | São Paulo          |
| Ana do Carmo                | PT      | 72 238  | 0,35%      | São Paulo               | São Paulo          |
| Léo Oliveira                | PMDB    | 72 154  | 0,35%      | Barrinha                | São Paulo          |
| Leci Brandão                | PCdoB   | 71 136  | 0,35%      | Rio de Janeiro          | Rio de Janeiro     |
| Márcia Lia                  | PT      | 70 945  | 0,35%      | Araraquara              | São Paulo          |
| Márcio Camargo              | PSC     | 69 624  | 0,34%      | Cotia                   | São Paulo          |
| Jooji Hato                  | PMDB    | 67 125  | 0,33%      | São Paulo               | São Paulo          |
| Coronel Camilo              | PSD     | 64 448  | 0,31%      | Ferraz de Vasconcelos   | São Paulo          |
| Ed Thomas                   | PSB     | 64 164  | 0,31%      | Santo Anastácio         | São Paulo          |
| Beth Sahão                  | PT      | 63 172  | 0,31%      | Urupês                  | São Paulo          |
| Atila Jacomussi             | PCdoB   | 62 856  | 0,31%      | Mauá                    | São Paulo          |
| Auriel Brito Leal           | PT      | 62 009  | 0,30%      | São Paulo               | São Paulo          |
| Geraldo Cruz                | PT      | 60 103  | 0,29%      | Olho d'Água             | Paraíba            |
| Carlos Neder                | PT      | 59 990  | 0,29%      | Campo Grande            | Mato Grosso do Sul |
| Marcos Damásio              | PR      | 59 368  | 0,29%      | São Paulo               | São Paulo          |
| Antônio Salim Curiati       | PP      | 55 189  | 0,27%      | Avaré                   | São Paulo          |
| Cássio Navarro              | PMDB    | 50 093  | 0,24%      | Mauá                    | São Paulo          |
| Raul Marcelo                | PSOL    | 47 923  | 0,23%      | São Pedro do Turvo      | São Paulo          |
| Adilson Rossi               | PSB     | 47 428  | 0,23%      | Itatiba                 | São Paulo          |
| Igor Soares                 | PTN     | 46 785  | 0,23%      | Curitiba                | Paraná             |
| Ricardo Madalena            | PR      | 45 771  | 0,22%      | Santa Cruz do Rio Pardo | São Paulo          |
| Paulo Corrêa Júnior         | PEN     | 38 489  | 0,19%      | Santos                  | São Paulo          |
| Girlênio Oliveira           | PSL     | 34 953  | 0,17%      | São Paulo               | São Paulo          |
| Clélia Gomes                | PHS     | 25 306  | 0,12%      | São Paulo               | São Paulo          |